# From Gagarin's Point of View
From Gagarin's Point of View è un album degli E.S.T., pubblicato nel 1999 dalla ACT. Il CD è un chiaro tributo a Jurij Alekseevič Gagarin, astronauta sovietico, il primo uomo a volare nello spazio. È il primo album importante del trio svedese, in quanto è stato distribuito dall'etichetta tedesca ACT in tutta Europa.

## Brani
1. Dating - 5:32
2. Picnic - 5:01
3. The Chapel - 4:11
4. Dodge the Dodo - 5:25
5. From Gagarin's Point of View - 4:03
6. The Return of Mohammed - 6:27
7. Cornette - 4:15
8. In The Face Of Day - 6:50
9. Subway - 3:28
10. Definition Of A Dog - 6:04
11. Southwest Loner - 4:31

## Formazione
- Esbjörn Svensson - pianoforte
- Dan Berglund - contrabbasso
- Magnus Öström - batteria